# 密接支援

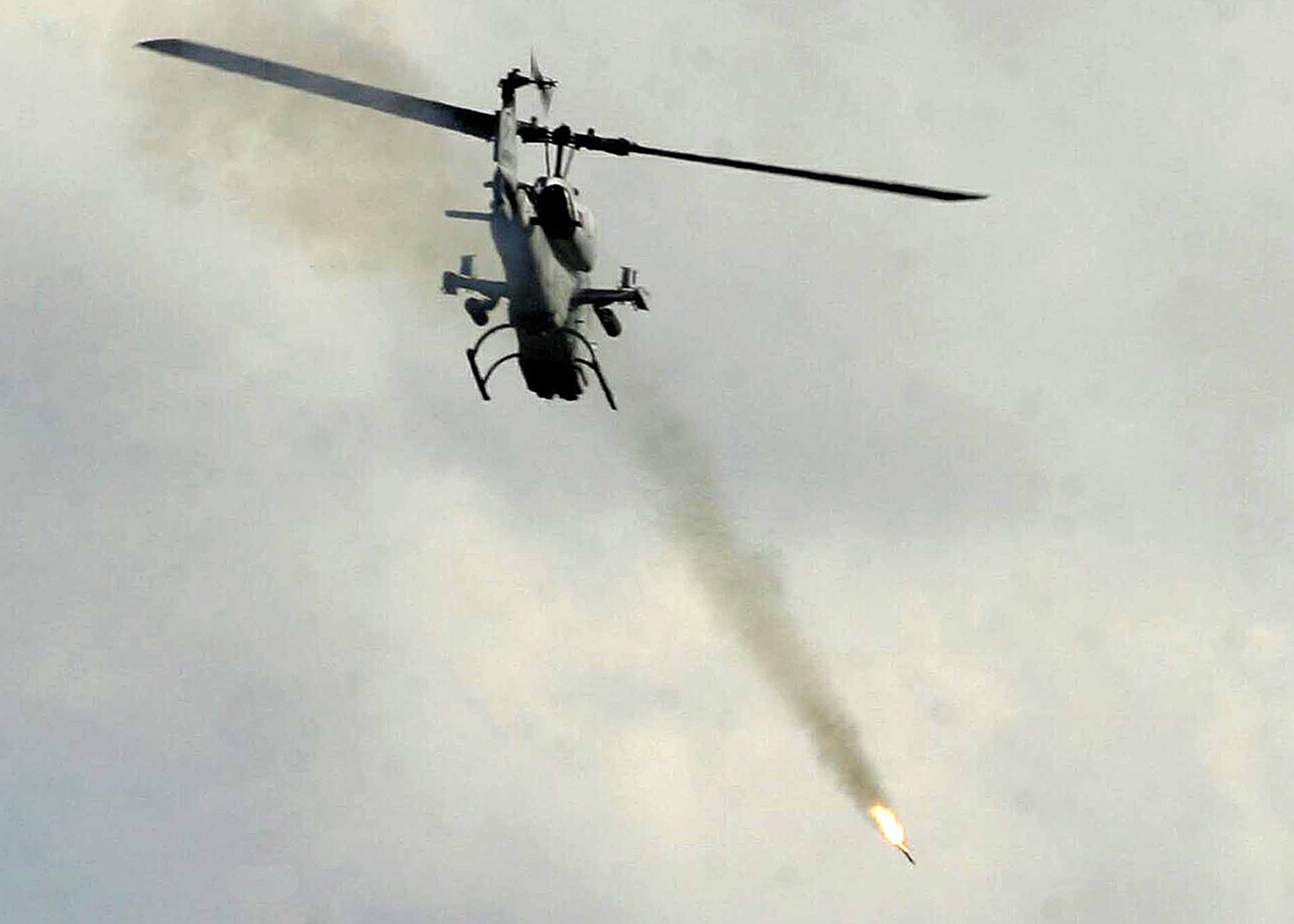
AH-1直升機演練密接支援

密接支援（英文：Close Support）是一种軍事戰術上的術語。根據美國國防部2005年出版的军事與相關術語字典對「密接支援」的定義是：「密接支援是指賦有支援任務的部隊，在足夠接近支援對象部隊時，針對敵軍目標採取細密的整合或協調性的支援活動，以火力、運動或其他戰術行動來支援對象部隊。」其他的支援戰術包括「直接支援」（Direct Support）、「一般支援」（General Support）、「相互支援」（Mutual Support）。

## 密接支援的種類

### 陸上密接支援
陸上密接支援早在投射兵器發明後即有相當程度的應用，但若是論現代火砲密接支援的概念則可溯及18世紀時期的加農砲群，在雙方线列步兵接近步槍射程前或者互相射擊時，砲兵利用火砲壓制敵方步兵的戰鬥力以及士氣。

### 海上密接支援

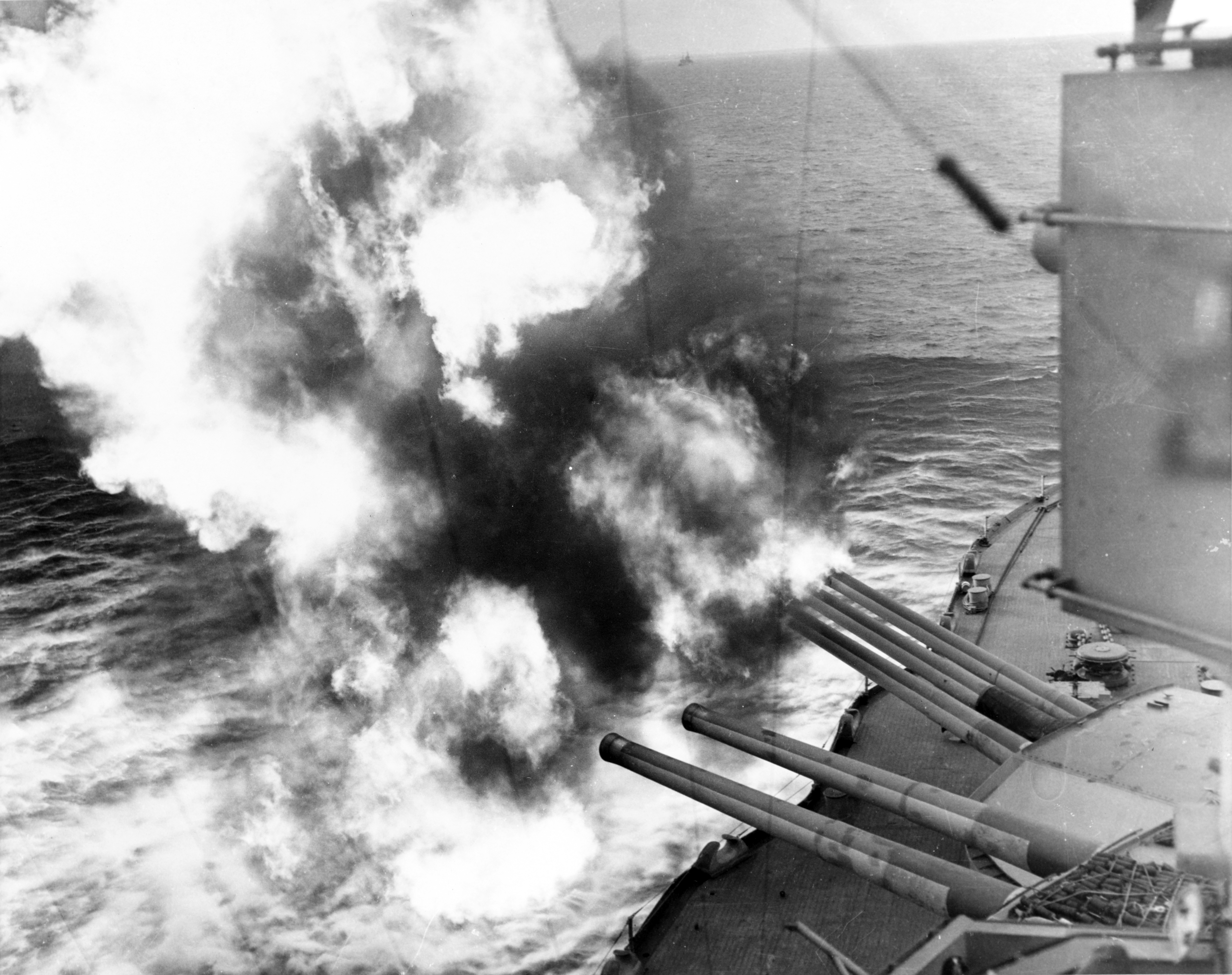
美軍戰艦內華達號在諾曼地登陸時炮轟沿岸德軍陣地

第二次世界大戰太平洋戰場，美國海軍陸戰隊每登陸一座日軍部隊所佔領的島嶼時，美國海軍都會動員艦隊的所有艦隻，以艦砲猛烈轟擊敵軍的反登陸陣地，或者在1944年的奥马哈海滩，美國海軍冒險將船隻靠近岸邊對德軍猛烈砲轟以支援突擊登陸的盟军部队，都是顯著的例子。

### 空中密接支援
美國在越戰中，若遭遇到敵方強烈抵抗而無法支持下去時，便會發出「斷箭」（broken arrow）求助訊息請求AH-1眼鏡蛇式或裝載有火箭莢艙UH-1休伊式直升機甚至載有燒夷彈的幽靈式戰鬥機支援。